# Sainte-Colombe (Senna Marittima)
Sainte-Colombe è un comune francese di 205 abitanti situato nel dipartimento della Senna Marittima nella regione della Normandia.

## Società

### Evoluzione demografica
Abitanti censiti